# Jacobello dalle Masegne

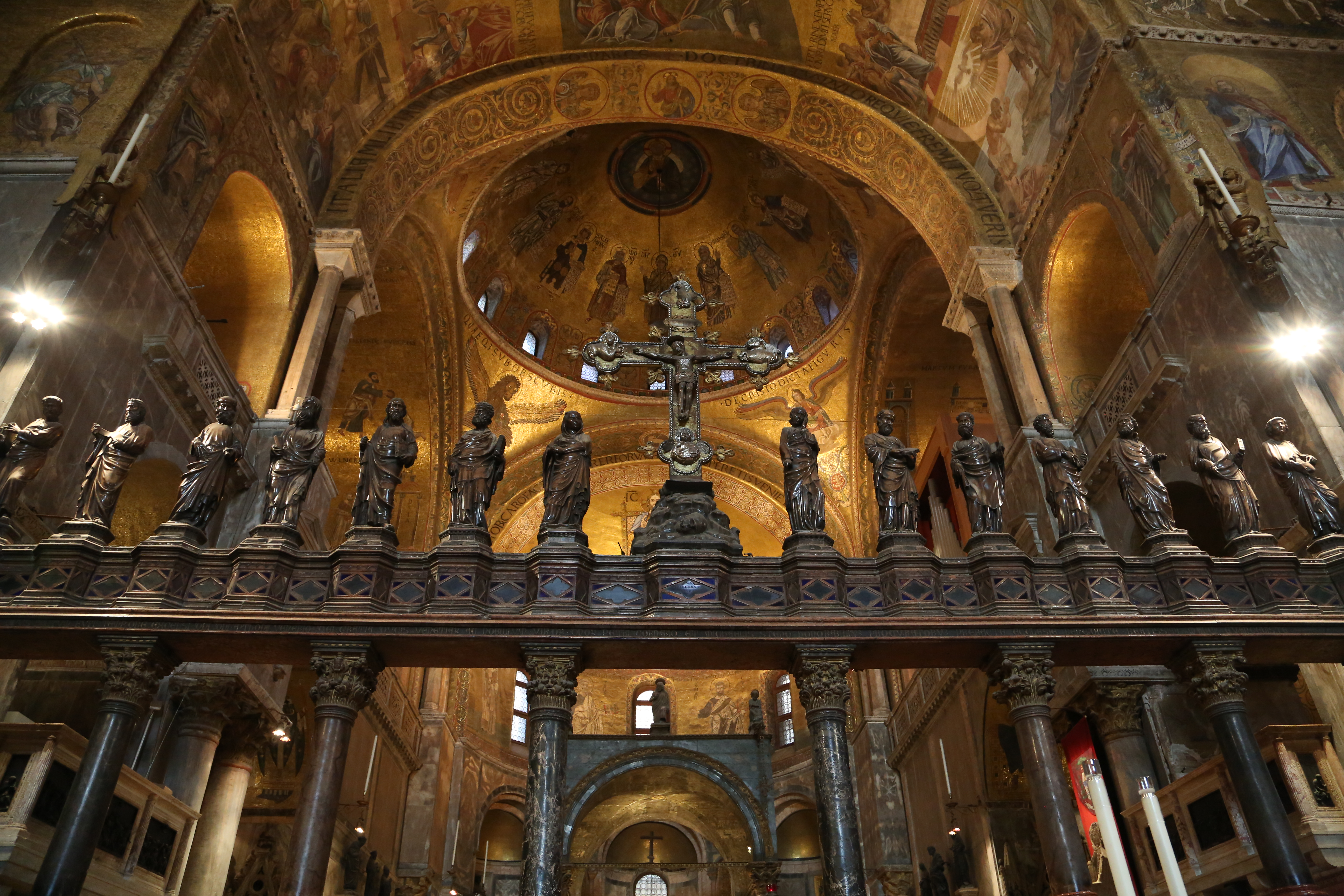
Iconostasi di San Marco a Venezia, 1394, firmata Jacobello e Pierpaolo dalle Masegne

Jacobello dalle Masegne (Venezia, 1350 circa – 1409) è stato uno scultore italiano del periodo gotico, attivo in Veneto, Lombardia, Emilia e Romagna.

## Biografia
Lavorò anche insieme al fratello Pietro Paolo, sebbene anche le opere firmate dai due fratelli congiuntamente appartengano all'attività indipendente di uno o dell'altro.
Sue opere sono:
- l'altare in Santa Maria Gloriosa dei Frari a Venezia;
- la tomba smembrata di Giovanni da Legnano (1383-1886) nel Museo civico medievale di Bologna (proveniente dal chiostro della chiesa di San Domenico);
- la tomba, oggi smembrata, di Margherita Malatesta, moglie di Francesco Gonzaga, nella chiesa di San Francesco a Mantova
- la tomba di Prendiparte Pico (?-1394), nella chiesa di San Francesco, Mirandola (MO);
- il mezzobusto del doge Antonio Venier (Museo Correr, Venezia).

Nel 1400 Jacobello aiutò Pietro Paolo nella realizzazione della facciata della Cattedrale di San Pietro a Mantova, opera andata distrutta (riprodotta in un dipinto di Domenico Morone la Cacciata dei Bonacolsi oggi conservato presso il Palazzo Ducale).

## Galleria d'immagini

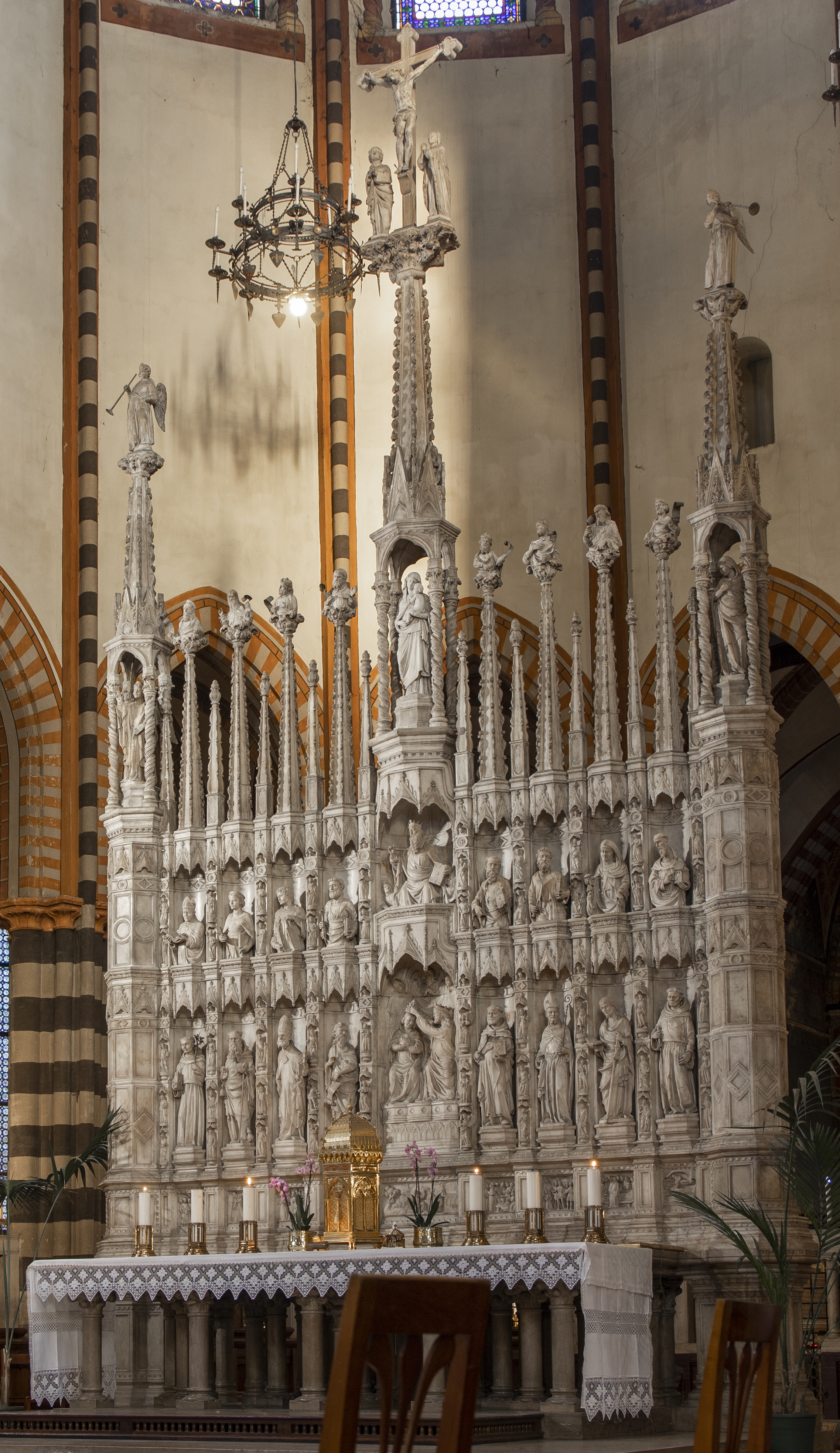
Jacobello e Pierpaolo dalle Masegne e aiuti, ancona della chiesa di San Francesco, Bologna, 1388-93
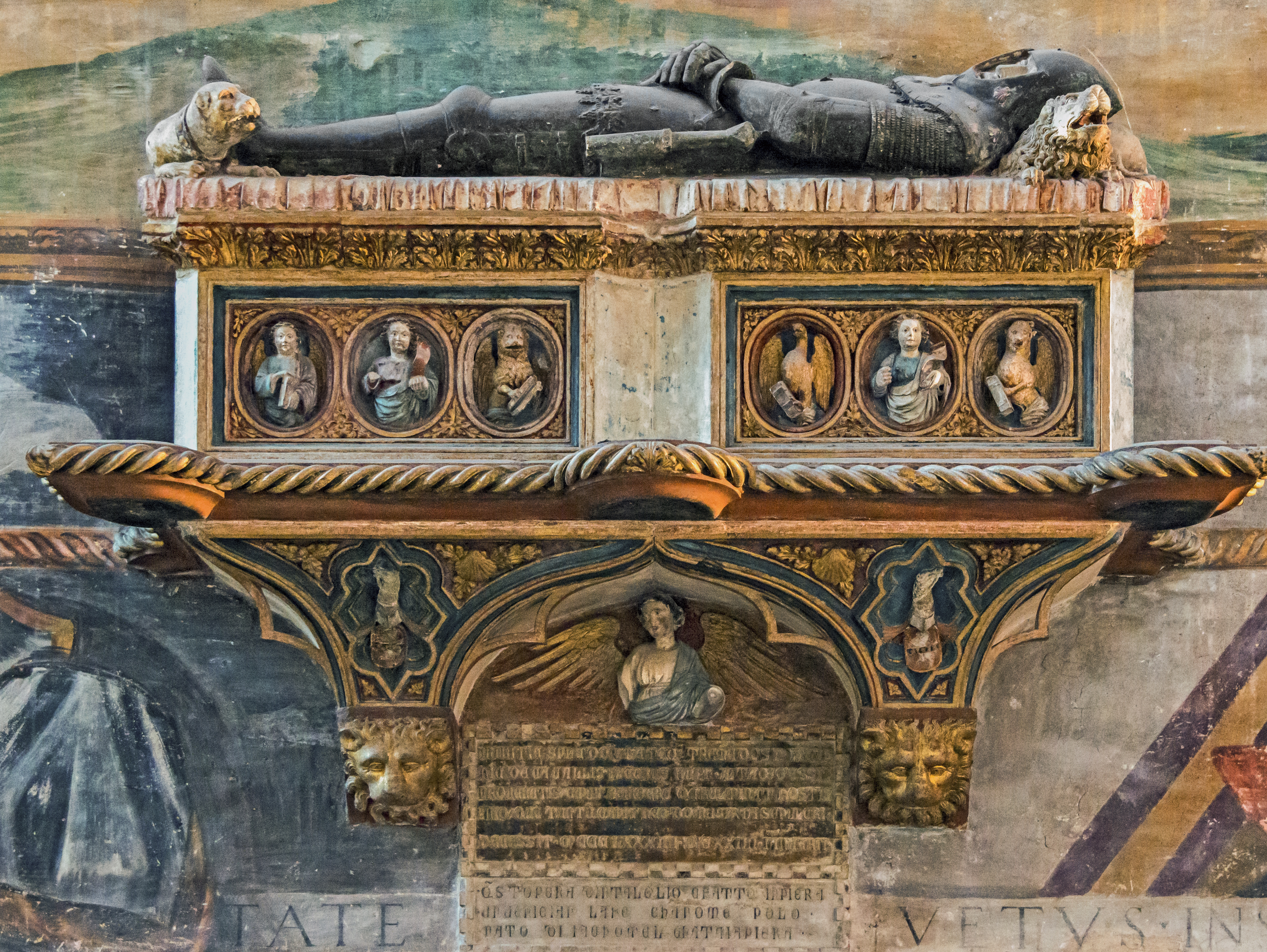
Monumento tombale di Giacomo Cavalli San Zanipolo, Venezia
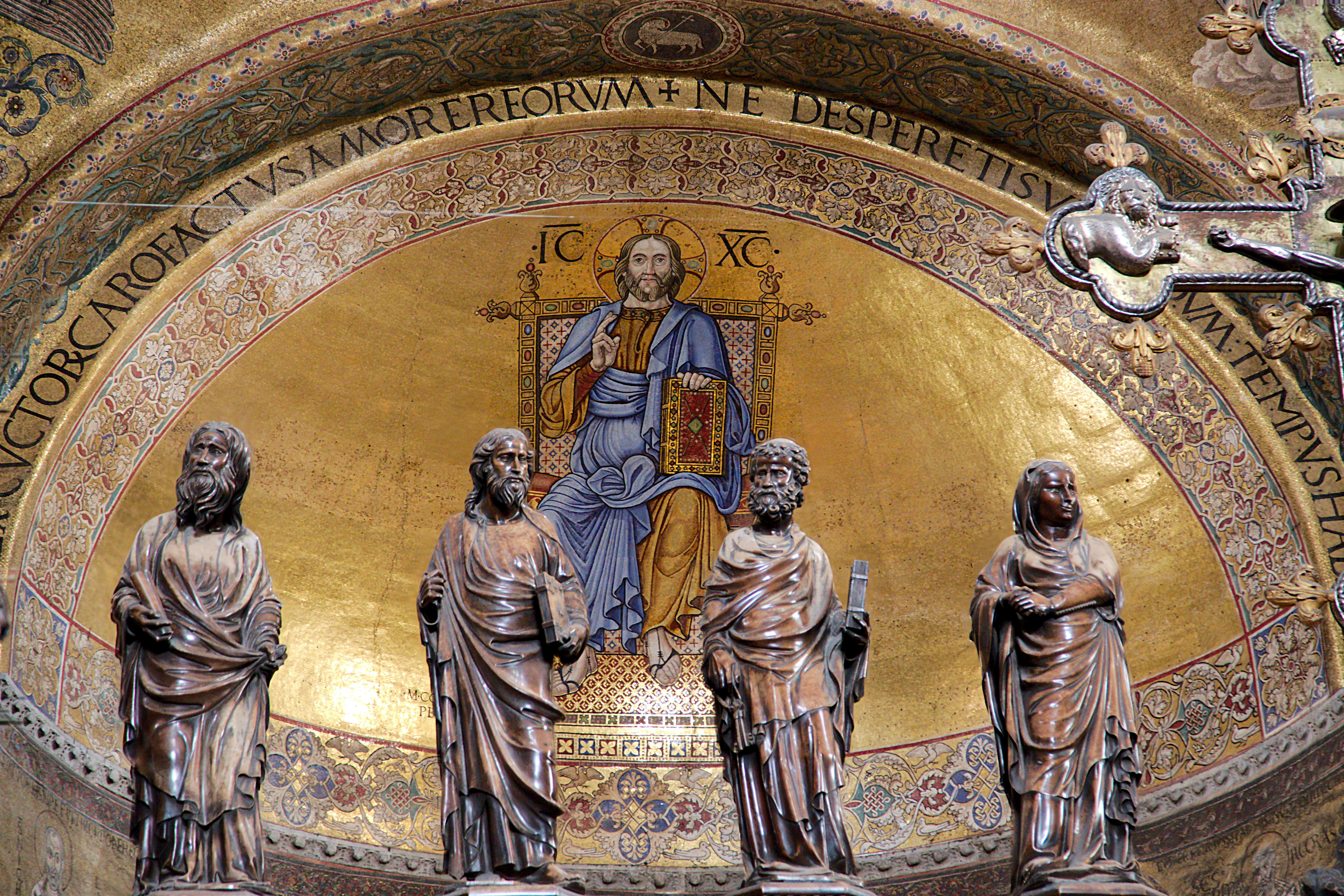
Iconostasi nella Basilica di San Marco a Venezia, particolare
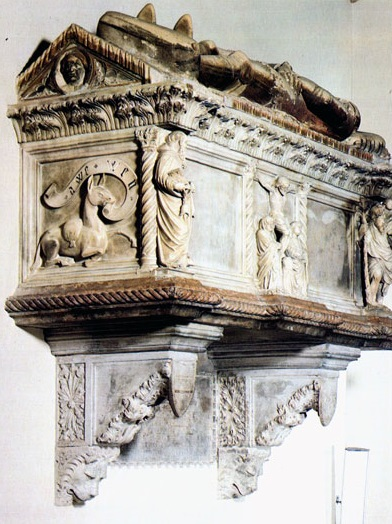
Tomba di Prendiparte Pico Chiesa di San Francesco, Mirandola
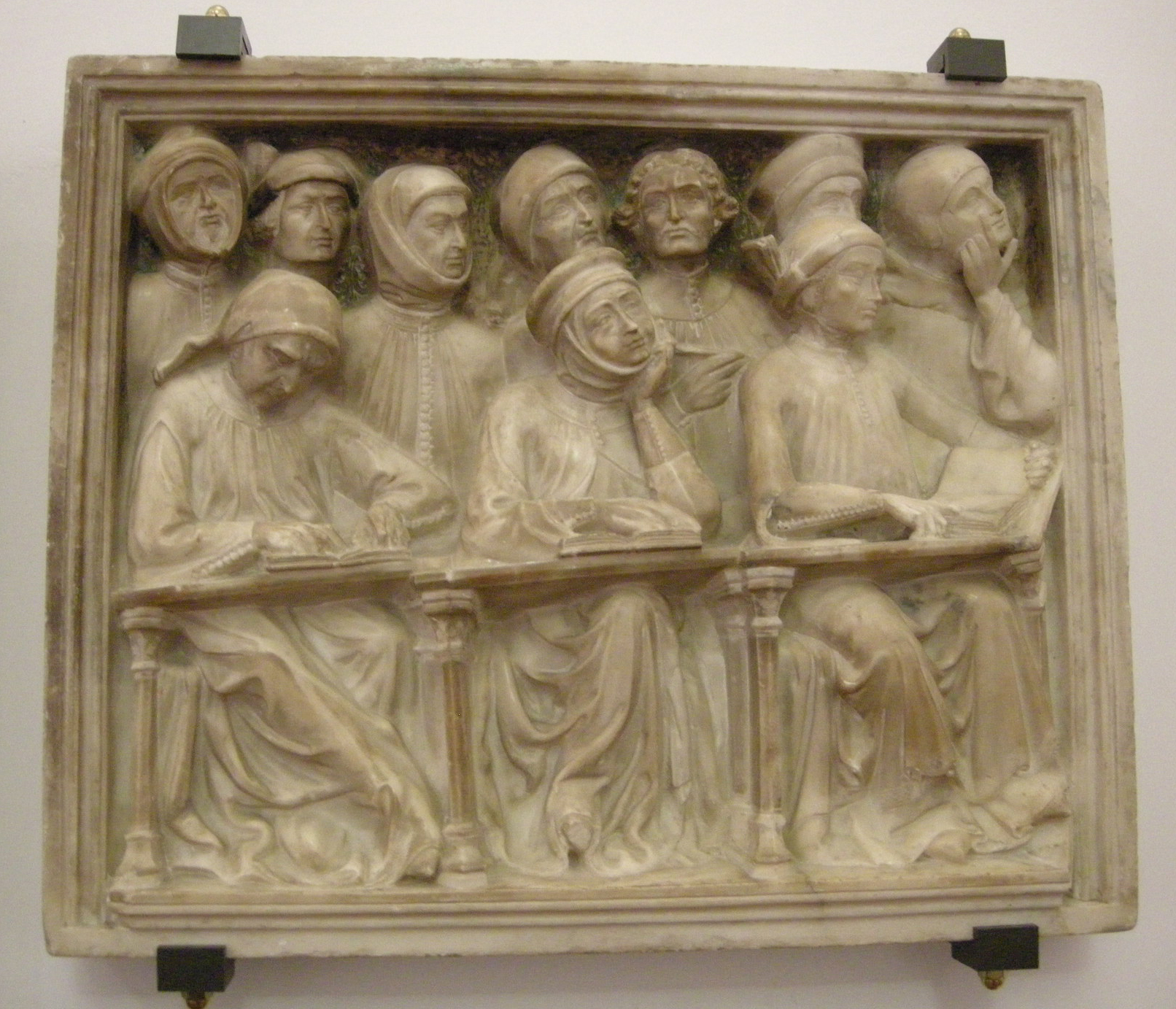
Particolare della tomba di Giovanni da Legnano Museo civico medievale, Bologna